# Limax hemmeni
Limax hemmeni is een slakkensoort uit de familie van de Limacidae. De wetenschappelijke naam van de soort is voor het eerst geldig gepubliceerd in 1983 door Rahle.